# Banu Khattab
Banu Khattab va ser una dinastia ibadí rica d'origen Hawwara que va prosperar gràcies al comerç d'esclaus transsahariana. Va governar Zawila i els oasis circumdants a la regió de Fezzan des de 918/919 fins a 1172–1177 quan va ser saquejada i conquerida pels armeni-mamelucs Qaraqush. La inestabilitat creada per Qaraqush va ser explotada pels Kanem, que sota el regnat de Dunama Dabbalemi s'havien apoderat del control del Fezzan, establint una nova capital a Traghan, a unes quantes milles a l'oest de Zawila. Més tard tornarien a governar el Fezzan sota el control nominal dels hàfsids al segle XV.